# Кичкино
Ки́чкино — село в Заветинском районе Ростовской области России. Административный центр Кичкинского сельского поселения.
Население — 1029 (2010)

## Название
Название произошло от фамилии Кичка, украинца, который перевез туда семью.

## История
Предположительно основано в конце XIX века. Согласно всероссийской переписи 1897 года наличное население хутор Кичкин составило 786 человек, постоянное 784.
Согласно Памятной книжке Астраханской губернии на 1914 год в селе Кичкинесском Заветнинской волости Черноярского уезда Астраханской губернии имелось 200 дворов, проживало 792 души мужского и 783 женского пола.
В 1920 года село включено в состав Калмыцкой автономной области, в 1925 году передано в состав Сальского округа Северо-Кавказского края.
В результате последствий революции и Гражданской войны население села сократилось. Согласно переписи населения 1926 года в селе Кичкино Кичкинского сельсовета проживало 1319 человек, из них 1240 украинцев и 66 великороссов.
В годы Великой Отечественной войны село некоторое время было оккупировано немцами. Освобождено в результате Котельниковской операции (сводка Совинформбюро от 28 декабря 1942 года).

## Физико-географическая характеристика
Село расположено в сухих степях в пределах западной покатости Ергенинской возвышенности, относящейся к Восточно-Европейской равнине, на реке Амта (большая часть села расположена на левом берегу реки), между селом Заветное и хутором Андреев, на высоте около 85 метров над уровнем моря. Рельеф местности холмисто-равнинный. Почвы светло-каштановые солонцеватые и солончаковые.
По автомобильным дорогам расстояние до областного центра города Ростов-на-Дону — 440 км, до районного центра села Заветное — 15 км.
Климат
Для села, как и для всего Заветинского района характерен континентальный, засушливый климат, с жарким летом и относительно холодной и малоснежной зимой (согласно классификации климатов Кёппена — Dfa). Среднегодовая температура воздуха положительная и составляет + 9,1 °C, средняя температура самого жаркого месяца июля + 24,4 °C, средняя температура самого холодного месяца января −5,9 °C. Расчётная многолетняя норма осадков — 343 мм, наибольшее количество выпадает в июне (41 мм), наименьшее в феврале-марте (по 21 мм) и октябре (22 мм).
Часовой пояс
Кичкино, как и вся Ростовская область, находится в часовой зоне МСК (московское время). Смещение применяемого времени относительно UTC составляет +3:00.

## Население
Динамика численности населения
| 1989  | 2002 |
| ----- | ---- |
| ≈1400 | 1087 |

| 1897 | 1914  | 1926  | 2010  |
| ---- | ----- | ----- | ----- |
| 786  | ↗1576 | ↘1319 | ↘1029 |

## Улицы
| - ул. Быковского, - ул. Западная, - ул. Зелёная, - ул. Комсомольская, - ул. Кооперативная, - ул. Красная, - ул. Молодёжная, - ул. Новоселов, | - ул. Октябрьская, - ул. Пионерская, - ул. Речная, - ул. Садовая, - ул. Солнечная, - ул. Школьная, - проезд Степной. |